# ألبرت بورتاس
ألبرت بورتاس (بالإسبانية: Albert Portas) (ولد في 15 نوفمبر 1973) لاعب كرة مضرب إسباني سابق.

## تاريخ اللاعب في البطولات الكبرى
| البطولة           | 2007 | 2006        | 2005 | 2004        | 2003         | 2002         | 2001         | 2000         | 1999         | 1998        | 1997         | اللقب |
| ----------------- | ---- | ----------- | ---- | ----------- | ------------ | ------------ | ------------ | ------------ | ------------ | ----------- | ------------ | ----- |
| أستراليا المفتوحة | -    | -           | -    | الدور الأول | الدور الأول  | الدور الثاني | الدور الأول  | الدور الثاني | الدور الأول  | الدور الأول | -            | 0     |
| رولان غاروس       | -    | الدور الأول | -    | الدور الأول | الدور الثاني | الدور الثالث | الدور الأول  | الدور الثالث | الدور الثاني | الدور الأول | الدور الثالث | 0     |
| ويمبلدون          |      | الدور الأول | -    | -           | الدور الأول  | الدور الأول  | الدور الأول  | الدور الثالث | الدور الأول  | الدور الأول | -            | 0     |
| أمريكا المفتوحة   |      | -           | -    | -           | الدور الأول  | الدور الأول  | الدور الثالث | الدور الأول  | الدور الأول  | -           | الدور الأول  | 0     |
| دورات الأساتذة    |      | -           | -    | -           | -            | -            | -            | -            | -            | -           | -            | 0     |

## وصلات خارجية
- ألبرت بورتاس على موقع رابطة محترفي التنس (الإنجليزية)
- ألبرت بورتاس على موقع الاتحاد الدولي لكرة المضرب (الإنجليزية)
- ألبرت بورتاس على موقع خلاصة التنس.كوم (الإنجليزية)
- ألبرت بورتاس على موقع إي إس بي إن.كوم (الإنجليزية)

- معلومات عن اللاعب